# أبو مالك الأشعري
هو كعب بن عاصم أبو مالك الأشعري قدم في السفينة مع الأشعريين على النبي وأسلم وصحب النبي وغزا معه وروى عنه.
ويقول أبو موسى الأشعري: أن رسول الله عقد لأبي مالك الأشعري على خيل الطلب وأمره أن يطلب هوازن حين انهزمت.

## أثر النبي محمد صلى الله عليه وسلم في تربية أبي مالك الأشعري
كان أصحاب النبي يسألونه وكان يجيب على كل سؤال بما يناسب صاحبه وسأل أبو مالك الأشعري رسول الله فقال له: ما تمام البر؟ قال: «أن تعمل في السر عمل العلانية».

## مواقف أبي مالك الأشعري مع النبي صلى الله عليه وسلم
يقول أبو مالك الأشعري أنه قدم هو وأصحابه في سفينة ومعه فرس أبلق فلما أرسلوا وجدوا إبلاً كثيرة من إبل المشركين فأخذوها فأمرهم أبو مالك أن ينحروا منها بعيرًا فيستعينوا بها ثم مضى على قدميه حتى قدم على النبي فأخبره بسفره وأصحابه والإبل الذي أصابوا ثم رجع إلى أصحابه فقال الذين عند رسول الله: أعطنا يا رسول الله من هذه الإبل فقال: «اذهبوا إلى أبي مالك»، فلما أتوه قسمها أخماسًا، خمسًا بعث به إلى رسول الله وأخذ ثلث الباقي بعد الخمس، فقسمه بين أصحابه والثلثين الباقيين بين المسلمين فقسم بينهم فجاءوا إلى رسول الله فقالوا: ما رأينا مثل ما صنع أبو مالك بهذا المغنم، فقال رسول الله: «لو كنت أنا ما صنعت إلا كما صنع».

## بعض ما رواه أبو مالك الأشعري عن النبي
- روى أبو مالك الأشعري أحاديث عن النبي وروى له الأربعة مسلم وأبو داود والنسائي وابن ماجه.
- روى أبو مالك الأشعري: أنه سمع رسول الله يقول: «ليشربن ناس من أمتي الخمر يسمونها بغير اسمها». قال الشيخ الألباني: صحيح.
- ويروي أبو سلام أن أبا مالك الأشعري قال: إن رسول الله قال: «إن في أمتي أربع من أمر الجاهلية ليسوا بتاركيهن: الفخر في الأحساب، والطعن في الأنساب، والاستسقاء بالنجوم، والنياحة على الميت، فإن النائحة إذا لم تتب قبل أن تقوم، فإنها تقوم يوم القيامة عليها سرابيل من قطران ثم يغلي عليهن دروع من لهب النار».
- وروى أبو مالك الأشعري أن النبي محمد صلى الله عليه وسلم قال: «إن في الجنة غرفًا يرى ظاهرها من باطنها وباطنها من ظاهرها أعدها الله لمن أطعم الطعام وأدام الصيام وصلى بالليل والناس نيام».
- حَدِيثُ أبي اليمان، نا شعيب، حَدَّثَنِي ابن أبي حسين، حَدَّثَنِي شهر بن حوشب، عَنْ أَبِي مَالِكٍ الأَشْعَرِيِّ: أَنَّهُمْ بَيْنَمَا هُمْ عِنْدَ رَسُولِ اللَّهِ فَذَكَرَ قَوْمًا لَيْسُوا بِأَنْبِيَاءَ وَلا شُهَدَاءَ، يَغْبِطُهُمُ النَّبِيُّونَ بِمَقْعَدِهِمْ وَقُرْبِهِمْ مِنَ اللَّهِ يَوْمَ الْقِيَامَةِ، ثُمَّ قَالَ: «هُمْ عِبَادُ اللَّهِ مِنْ بُلْدَانٍ شَتَّى وَقَبَائِلَ شَتَّى، مِنْ شُعُوبِ الْقَبَائِلِ لَمْ يَكُنْ بَيْنَهُمْ أَرْحَامٌ يَتَوَاصَلُونَ بِهَا، وَلا دُنْيَا يَتَبَاذَلُونَهَا، تَحَابُّوا بِرُوحِ اللَّهِ يَجْعَلُ اللَّهُ لَهُمْ مَنَابِرَ مِنْ نُورٍ، وَيَجْعَلُ وُجُوهَهُمْ نُورًا يَوْمَ الْقِيَامَةِ قُدَّامَ الرَّحْمَنِ، يَفْزَعُ النَّاسُ وَلا يَفْزَعُونَ، وَيَخَافُ النَّاسُ وَلا يَخَافُونَ».
- وعن عبد الرحمن بن غنم أن أبا مالك الأشعري حدثه أن رسول الله قال: «إسباغ الوضوء شطر الإيمان، والحمد لله تملأ الميزان، والتسبيح والتكبير يملأ السماوات والأرض، والصلاة نور، والزكاة برهان، والصبر ضياء، والقرآن حجة لك أو عليك».
- ويقول عبد الرحمن بن غنم الأشعري أن أبا مالك الأشعري قال: سمعت رسول الله يقول: "إن الله  قال من انتدب خارجًا في سبيلي غازيًا ابتغاء وجهي وتصديق وعدي وإيمانًا برسلي فهو ضامن على الله  إما يتوفاه في الجيش بأي حتف شاء فيدخله الجنة، وإما يسيح في ضمان الله وإن طالت غيبته حتى يرده إلى أهله مع ما نال من أجر وغنيمة وقال: من فصل في سبيل الله فمات أو قتل أو وقصه فرسه أو بعيره أو لدغته هامة أو مات على فراشه بأي حتف شاء الله فإنه شهيد".
- وعن أبي مالك الأشعري قال: قال رسول الله: «الوضوء شطر الإيمان، والحمد لله تملأ الميزان، وسبحان الله والحمد لله تملآن أو تملأ ما بين السماوات والأرض، والصلاة نور، والصدقة برهان، والصبر ضياء، والقرآن حجة لك أو عليك، كل الناس يغدو فبائع نفسه فمعتقها أو موبقها».
- وعن أبي مالك الأشعري رضي الله عنه أن النبي ﷺ قال: «ليكونن من أمتي أقوام يستحلون الحر والحرير والخمر والمعازف، ولينزلن أقوام إلى جنب علم يروح عليهم بسارحة لهم، يأتيهم- يعني الفقير- لحاجة فيقولوا ارجع إلينا غدا. فيبيتهم الله ويضع العلم، ويمسخ آخرين قردة وخنازير إلى يوم القيامة» أخرجه البخاري تعليقاً بصيغة الجزم، فهو صحيح. ولفظ (المعازف) عام يشمل جميع آلات اللهو، فتحرم إلا ما ورد الدليل باستثنائه كالدف فهو مباح.

## وفاة أبي مالك الأشعري
لقد كان أبو مالك الأشعري ناصحًا لله ورسوله حتى في لحظة مماته فعن شريح بن عبيد: أن أبا مالك الأشعري لما حضرته الوفاة قال: يا معشر الأشعريين، ليبلغ الشاهد منكم الغائب، إني سمعت رسول الله يقول: «حلوة الدنيا مرة الآخرة ومرة الدنيا حلوة الآخرة». وتوفي أبو مالك الأشعري في خلافة عمر بن الخطاب.
وقال شهر بن حوشب عن ابن غنم: طعن معاذ وأبو عبيدة وأبو مالك في يوم واحد.
وكانت وفاته سنة 18 هـ.

أبو مالك الأشعري